# Alto Volta nos Jogos Olímpicos de Verão de 1972
Alto Volta (atual Burquina Fasso) participou dos Jogos Olímpicos de Verão de 1972 em Munique, Alemanha. Seu único representante não conquistou medalhas.

## Desempenho

### Atletismo
| Atleta       | Prova          | Eliminatórias | Eliminatórias | Quartas-de-final | Quartas-de-final | Semifinal   | Semifinal   | Final       | Final       |
| Atleta       | Prova          | Tempo         | Pos.          | Tempo            | Pos.             | Tempo       | Pos.        | Tempo       | Pos.        |
| ------------ | -------------- | ------------- | ------------- | ---------------- | ---------------- | ----------- | ----------- | ----------- | ----------- |
| André Bicaba | 100m masculino | 10.71         | 5º/bat.6      | Não avançou      | Não avançou      | Não avançou | Não avançou | Não avançou | Não avançou |